# Уффингтонская белая лошадь
Уффингтонская белая лошадь — сильно стилизованная меловая фигура длиной 110 м, созданная путём наполнения битым мелом глубоких траншей на склоне 261-метрового известнякового холма белой лошади близ местечка Уффингтон в английском графстве Оксфордшир. Находится под государственной охраной как единственный английский геоглиф, доисторическое происхождение которого не вызывает сомнений. Считается, что предметом изображения является лошадь, однако есть предположение, что это бегущий волкодав.

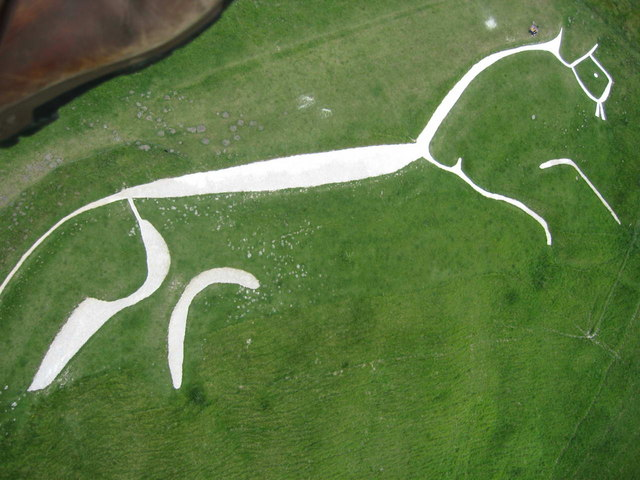
Крупный план

Оптическое датирование, осуществлённое в 1994 году, позволяет отнести создание фигуры к раннему бронзовому веку (приблизительно X век до н. э.). До проведения этого исследования оценки возраста геоглифа высказывались существенно более скромные. В старину местное население принимало фигуру за дракона. Говорили, что это тот самый дракон, которого победил небесный покровитель Англии, святой Георгий, на соседнем Драконьем холме.
Создателями изображения, по-видимому, были обитатели близлежащего городища площадью в три гектара, которое в древности окружал искусственный ров. Для того, чтобы фигура не зарастала травой, её из поколения в поколение регулярно «выпалывали». Как правило, эта процедура осуществлялась раз в семь лет и совпадала с проведением местной ярмарки. При отсутствии должного ухода меловые фигуры быстро зарастают травой и теряют чёткость контура.
Невдалеке от изображения проходит доисторическая Риджуэйская дорога, возникшая около 3000 г. до н. э. и продолжавшая использоваться в бронзовом и железном веке.